# École nationale supérieure en génie des systèmes et de l'innovation
 (novembre 2022).
L'école nationale supérieure en génie des systèmes et de l'innovation (ENSGSI) est l'une des 204 écoles d'ingénieurs françaises accréditées au 1er septembre 2020 à délivrer un diplôme d'ingénieur.
Située à Nancy, fondée en 1993, elle est une composante de l’université de Lorraine et fait partie du collégium Lorraine INP. En janvier 2014, l'école abandonne son nom d'origine (école nationale supérieure en génie des systèmes industriels) pour adopter son nom actuel (le sigle restant identique).

## Présentation générale
L'ENSGSI est une école d'ingénieurs formant chaque année 80 ingénieurs spécialisés dans le génie industriel, l'innovation et le management.

## Formation
La formation en école d'ingénieurs dure cinq ans et peut se décomposer en deux cycles :
-Le cycle préparatoire intégré d'une durée de deux ans.
-Le cycle ingénieur d'une durée de trois ans.

### Cycle préparatoire intégré
La classe préparatoire intégrée de l'ENSGSI recrute une soixantaine d'étudiant via le concours Geipi Polytech au niveau Bac ou Bac+1. Il reprend globalement les enseignements des classes préparatoires classiques, mais laisse plus de place à la réalisation de projets et de travaux pratiques.

### Cycle ingénieur

#### Admission
Les admissions en cycle ingénieur se font à travers plusieurs voies :
- Via le Concours commun des instituts nationaux polytechniques l'école recrute la grande majorité de ses futurs élèves ingénieurs. Ce concours permet de sélectionner les candidats issus des classes préparatoires scientifiques.
- Pour les détenteurs d'un BUT, d'une licence ou d'une licence professionnelle, l'admission se réalise sur dossier et entretien de motivation.
- Une place est accordée aux étudiants ayant présenté le concours Pass ingénieur, et deux autres places sont accordées aux classes préparatoires polytechniques.

#### Contenu de la formation
Les étudiants en cycle ingénieur étudient le génie mécanique, le génie énergétique, le génie des matériaux, la modélisation et les mathématiques, le génie des procédés, l'ingénierie système… Ce qui fait de l'établissement une école d'ingénieurs généraliste, car celle-ci aborde de manière globale l'ensemble des disciplines de l'ingénierie. 
Cependant certaines disciplines sont spécifiques à l'ENSGSI et ne sont pas enseignés dans l'ensemble des écoles d'ingénieurs généralistes :
- Le génie industriel constitue une part importante de la formation d'ingénieur à l'ENSGSI, on y enseigne les différentes méthodes de gestion de la production industrielle. L'école dispense plus particulièrement les enseignements du Lean management et les outils statistiques et logistiques pour sa mise en pratique. Ces enseignements visent à fournir aux futurs ingénieurs la capacité de réaliser des diagnostics et mettre en place des politiques de gestion de la qualité et de la supply chain.
- Le management. La composante managériale est l'une des spécificités de l'école. Les élèves ingénieurs étudient la gestion entrepreneuriale, la finance et l'économie. Différents modules d'étude permettent aux étudiants d'acquérir des compétences managériales en termes de gestion d'équipe et de pilotage projet.
- L'innovation et le design. Chaque ingénieur diplômé doit être en mesure de fournir un cadre de travail propice à la recherche, la conception et le développement de nouvelles solutions techniques, économiques et humaines.

En dernière année, les élèves ingénieurs ont la possibilité de suivre l'un des trois enseignements optionnels proposés par l'école :
- L'entreprise digitale
- Repenser et optimiser l'organisation industrielle
- Innovation durable et durabilité de l'innovation

Les langues vivantes sont enseignées en auto-apprentissage et les projets industriels représentent une part importante des activités des étudiants en dehors de l'école. Un stage de 6 mois en industrie est obligatoire pour l'obtention du titre d'ingénieur en dernière année.

#### Double diplômes
L'école propose deux double diplômes nationaux :
- Un double diplôme d'ingénieur-manager avec l'ICN Business School
- Un double titre d'ingénieur avec Telecom Nancy
- Un double diplôme de Pharmacien Ingénieur avec les Facultés de Pharmacie.

L'ENSGSI possède plusieurs partenariats internationaux :
- Un double diplôme avec l'Université technique de Kaiserslautern (Allemagne)
- Un double diplôme avec l'Université nationale de Cuyo (Argentine)
- Un double diplôme avec l'Universidade Federal de São Carlos (Brésil)
- Un double diplôme avec l'Université de Santiago du Chili (Chili)
- Un double diplôme avec l'Université nationale de Colombie (Colombie)
- Un double diplôme avec l'Université polytechnique de Catalogne (Espagne)

## Galerie

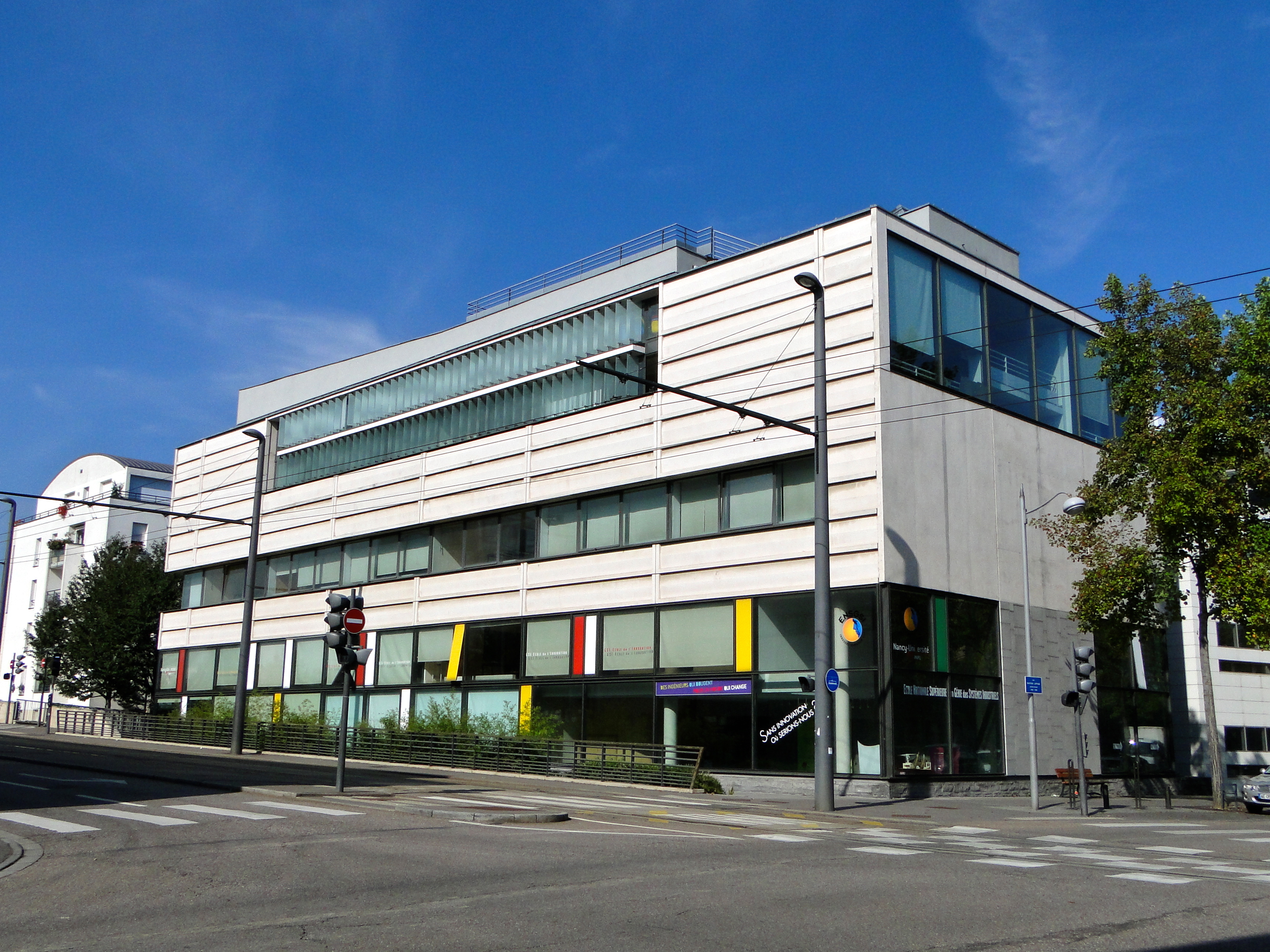
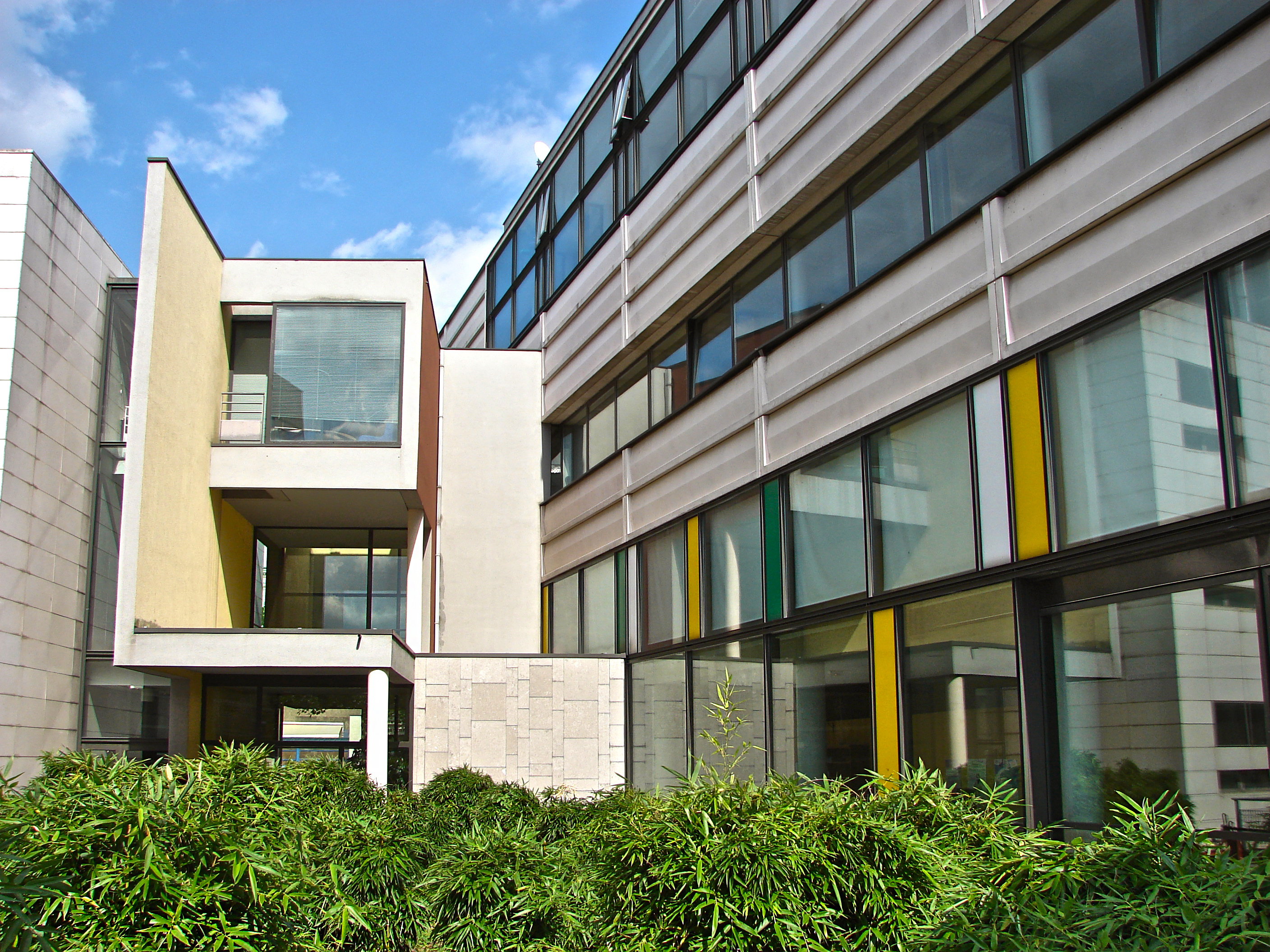
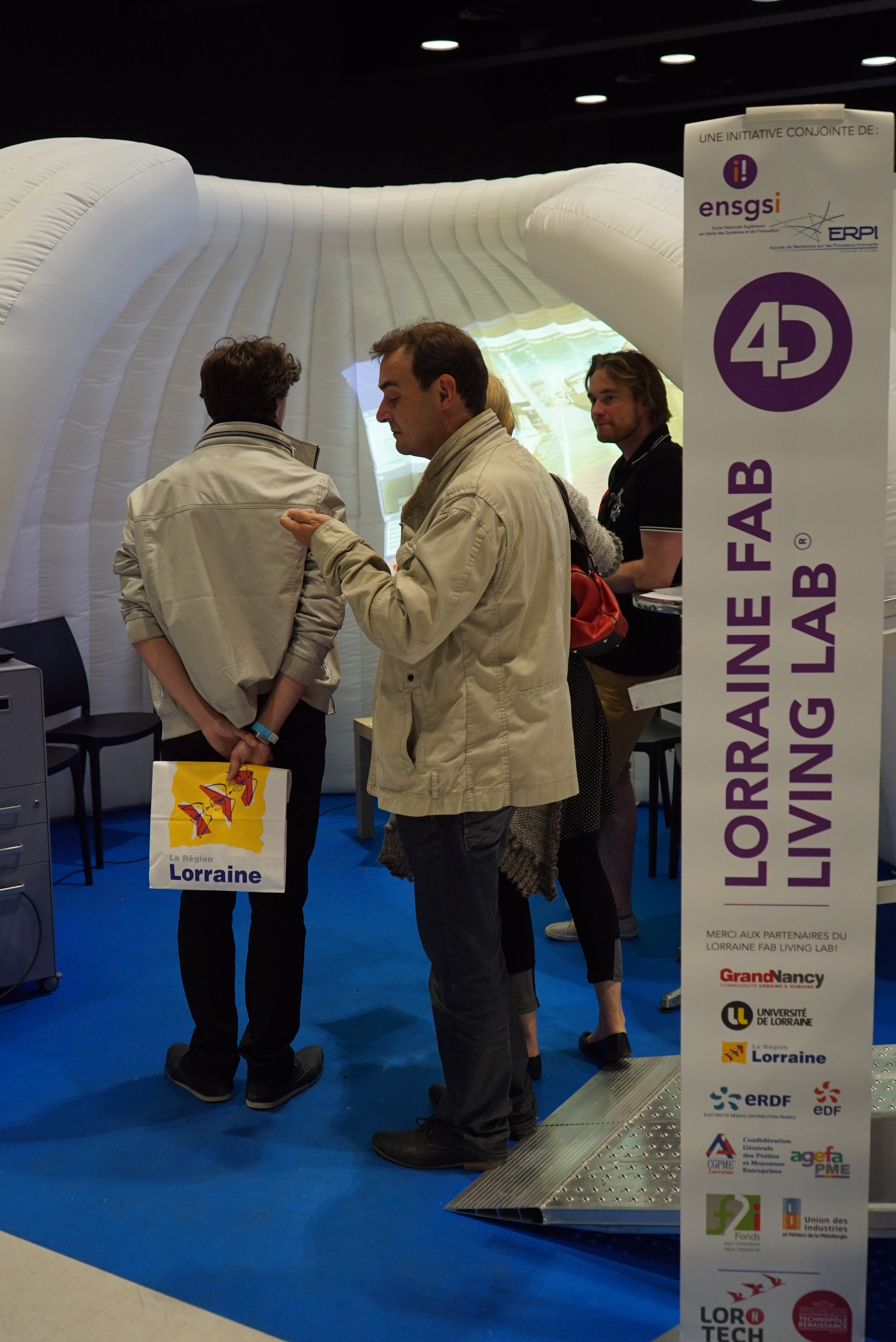
Fablab lors de Sciences and you.